# بوبي دل جريكو
بوبي دل جريكو (بالإنجليزية: Bobby Del Greco)‏ هو لاعب كرة قاعدة أمريكي، ولد في 7 أبريل 1933 في بيتسبرغ في الولايات المتحدة.

## وصلات خارجية
- بوبي دل جريكو على موقع دوري كرة القاعدة الرئيسي (الإنجليزية)
- بوبي دل جريكو على موقعبيزبول رفرنس.كوم (الدوري الرئيسي) (الإنجليزية)
- بوبي دل جريكو على موقعبيزبول رفرنس.كوم (الدوري الثانوي) (الإنجليزية)
- بوبي دل جريكو على موقع إي إس بي إن.كوم (أم.أل.بي) (الإنجليزية)
- بوبي دل جريكو على موقع مشجعي الرسوم البيانية (الإنجليزية)